# 木曽川しぐれ
『木曽川しぐれ』（きそがわしぐれ）は、日本の歌手川中美幸のシングルである。2008年8月27日発売。発売元はテイチクエンタテインメント。

## 収録曲
1. 木曽川しぐれ(5:02)
作詞：水木れいじ、作曲：弦哲也、編曲：南郷達也
2. 紅の雪(4:58)
作詞：田久保真見、作曲：弦哲也、編曲：南郷達也
3. おんな花（ニュー・ボーカル）＜ボーナス・トラック＞(4:41)
作詞：松本礼児、作曲：平尾昌晃、編曲：竜崎孝路
4. 木曽川しぐれ＜オリジナル・カラオケ＞(5:02)
5. 紅の雪＜オリジナル・カラオケ＞(4:58)
6. おんな花（ニュー・ボーカル）＜オリジナル・カラオケ＞＜ボーナス・トラック＞(4:39)

## 収録アルバム
- オリジナル『川中美幸2009年全曲集』（2008年12月3日）